# Ypsolopha acerivorus
Ypsolopha acerivorus är en fjärilsart som beskrevs av Sherniyazova 1973. Ypsolopha acerivorus ingår i släktet Ypsolopha och familjen höstmalar (Ypsolophidae). En del auktorer för ihop Ypsolophidae och Plutellidae.
Ypsolopha acerivorus är beskriven från floden Kondaras dalgång (Kondara Gorge) i Gissarbergen (också kallade Hissarbergen) i Tadzjikistan. Vingspannet är 16–19 millimeter. Larverna kan födas upp på turkestansk lönn (Acer platanoides turkestanicum).